# Xinavane
Xinavane ist ein mosambikanisches Dorf am Ufer des Incomati-Flusses gelegen. Der Ort befindet sich im Distrikt Manhiça in der Provinz Maputo und liegt etwa 80 km nördlich der mosambikanischen Hauptstadt. Stand 2007 leben in Xinavane 9930 Menschen.

## Wirtschaft
Die Wirtschaft von Xinavane basiert hauptsächlich auf Zucker. Eine ausgedehnte Zuckerrohrplantage sowie eine Zuckerfabrik werden von der Firma Tongaat Hulett Sugar betrieben. Im Jahr 2009 wurde eine Phase großer Expansion in der Zuckerfabrik abgeschlossen, die von der Firma PGBI Engineers & Constructors entworfen und geleitet wurde.

## Sport
Der Incomáti de Xinavane, gegründet im Jahr 1957, ist ein Multisportverein, dessen Fußballabteilung mehrmals in der Moçambola, der höchsten Spielklasse des Landes, gespielt hat. Das größte Stadion ist die Campo Xinavane mit einer Kapazität von 2500 Zuschauern.